# Helge Bäckander
Helge Gustaf Samuel Bäckander (13. oktober 1891 – 11. november 1958) var en svensk gymnast som deltog i OL 1920 i Antwerpen.
Bäckander blev olympisk mester i gymnastik under OL 1920 i Antwerpen. Han var med på det svenske hold som vandt holdkonkurrencen for hold i svensk system.